# Jorge Sanz Rodríguez
Jorge Sanz Rodríguez, (Madrid; 4 de enero de 1993) es un jugador de baloncesto español, que ocupa la posición de base.

## Trayectoria
Formado en las categorías inferiores del Real Madrid. Durante la temporada 2010-2011 debutó con el primer equipo en liga ACB. Al año siguiente debuta en Euroliga, anotando un triple en el primer balón que llegó a sus manos.
En la temporada 2012-2013 jugó cedido en el Obradoiro de la Liga ACB. En 2013/14 recala en el Baloncesto Fuenlabrada donde disputa la LEB Plata y logra el ascenso de categoría, promediando 9.3 puntos, 4.5 asistencias y 4.2 rebotes.
Inicia la temporada 2014/15 como jugador del Fuenlabrada, siendo cedido al Peñas Huesca con el que debuta en LEB Oro acreditando 7.2 puntos, 2.4 asistencias y 2.8 rebotes. En el último tramo de la competición es repescado por el Fuenlabrada para disputar 6 partidos en ACB.
En 2015/16 comienza en las filas del Fuenlabrada, disputando 3 partidos en ACB hasta ser cedido en enero de 2016 al Melilla Baloncesto de LEB Oro, club con el que logra el ascenso deportivo a Liga ACB, posteriormente no materializado, contribuyendo con medias de 3.4 puntos y 2.5 asistencias. En 2016/17 se desvincula definitivamente del Fuenlabrada y renueva con Melilla, promediando 5.6 puntos, 3.1 asistencias y 3.1 rebotes además de un 44.8% de acierto en tiros de tres puntos.
Ficha por el Basket Coruña en 2017/18, temporada en la que logra unos promedios de 6.1 puntos, 4.1 asistencias y 3.6 rebotes.
En la campaña 2018/19 ficha por el Palencia Baloncesto donde acredita 5.2 puntos, 3 asistencias y 3.5 rebotes por encuentro. 
En diciembre de 2019 se incorpora al Oviedo Baloncesto, promediando 2.4 puntos, 3.8 asistencias y 3 rebotes en los 14 partidos que disputó antes de la cancelación prematura de la temporada 2019/20 debido a la pandemia de coronavirus.
El 12 de agosto de 2020 se hace oficial su incorporación al Cáceres Ciudad del Baloncesto de la Liga LEB Oro. En la temporada 2020/21 registra 6 puntos,2.4 asistencias y 4 rebotes por encuentro. Renovó su contrato con el club cacereño para la temporada 2021/22, ejerciendo como capitán del equipo, y completó la campaña con medias de 5.5 puntos, 2.4 asistencias y 3.3 rebotes.

## Palmarés a nivel de clubes
- Copa del Rey:  2012 con el Real Madrid
- Campeón Adecco Plata 2013/2014 con el Baloncesto Fuenlabrada